# Daniel Attard

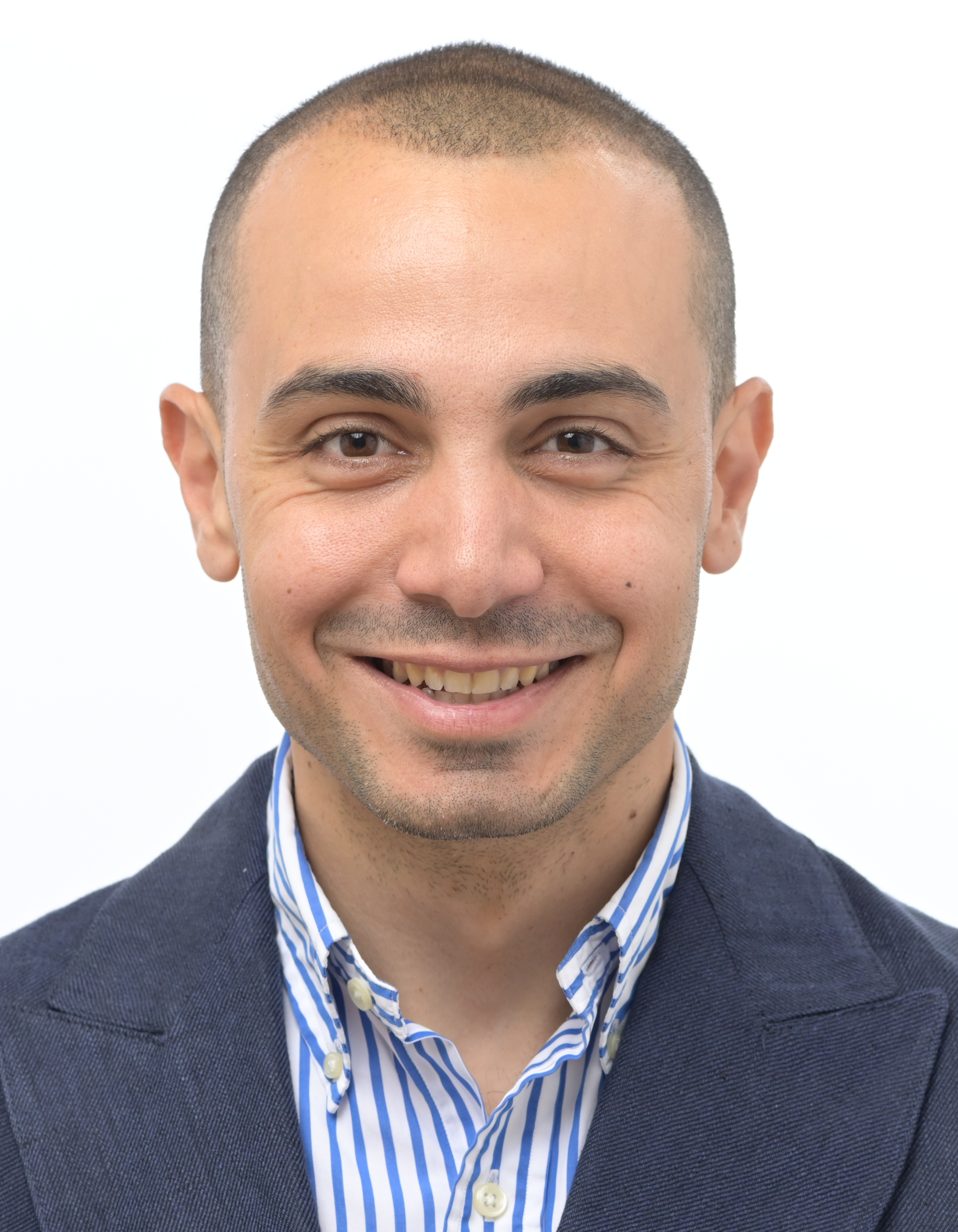
Daniel Attard

Daniel Attard (* 18. April 1992 in Pietà) ist ein maltesischer Politiker der Partit Laburista. Seit 2024 ist er Mitglied des Europäischen Parlaments.

## Leben
Seit seinem Einzug ins Europäische Parlament ist Attard in der 10. Legislaturperiode (2024–2029) Mitglied der Fraktion S&D und im Ausschuss für Verkehr und Tourismus sowie stellvertretendes Mitglied im Ausschuss für Sicherheit und Verteidigung, im Ausschuss für Industrie, Forschung und Energie und im Ausschuss für regionale Entwicklung. Er ist zudem stellvertretender Vorsitzender der Delegation für die Beziehungen zu Iran, Mitglied der Delegation für die Beziehungen zu den Ländern Südostasiens und dem Verband südostasiatischer Nationen (ASEAN) sowie stellvertretendes Mitglied der Delegation in der Paritätischen Parlamentarischen Versammlung OAKPS-EU und der Delegation in der Parlamentarischen Versammlung Pazifik-EU.